# Tlaky na ramena

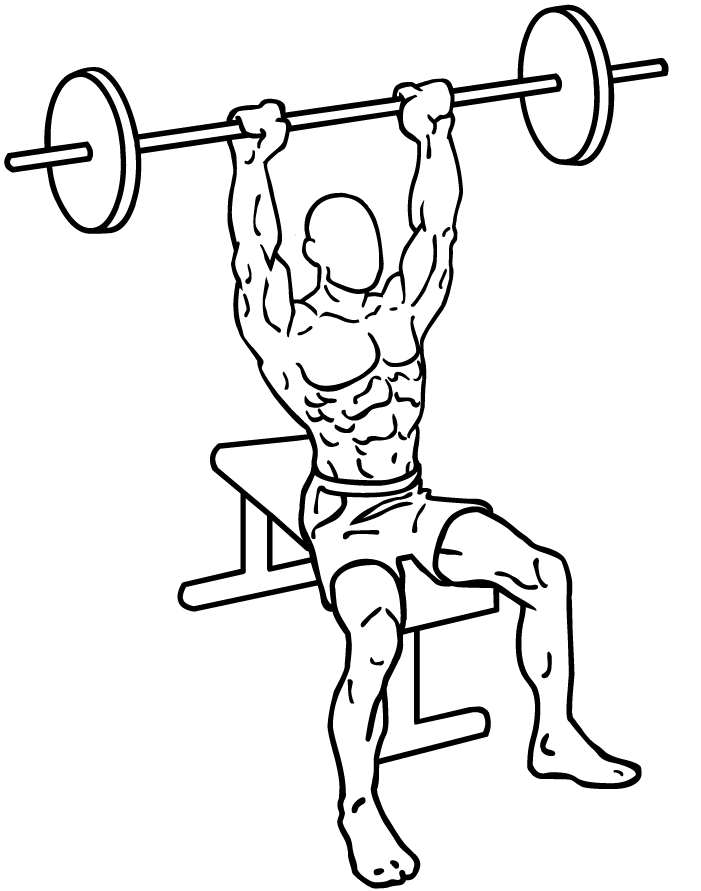
Tlaky na ramenou vsedě

Tlaky na ramena nebo také military press je cvik a přední a střední hlavy ramen.

## Postup
1. Činku vezmeme ze stojanu nadhmatem a položíme na klíční kosti. Úchop je o něco širší než je šířka ramen.
2. Činku vytlačíme nad hlavu, paže musí být zcela natažené. Poté pomalu spouštíme činku zpět na ramena.